# Хемдинген
Хемдинген (њем. Hemdingen) општина је у њемачкој савезној држави Шлезвиг-Холштајн. Једно је од 49 општинских средишта округа Пинеберг. Према процјени из 2010. у општини је живјело 1.653 становника. Посједује регионалну шифру (AGS) 1056026.

## Географски и демографски подаци
Хемдинген се налази у савезној држави Шлезвиг-Холштајн у округу Пинеберг. Општина се налази на надморској висини од 21 метра. Површина општине износи 16,4 km². У самом мјесту је, према процјени из 2010. године, живјело 1.653 становника. Просјечна густина становништва износи 101 становника/km².

## Међународна сарадња
| Мјесто | Држава  | Врста сарадње | Од    |
| ------ | ------- | ------------- | ----- |
| Билзен | Белгија | партнерство   | 2000. |
| Извор  |         |               |       |